# Kimolos
Kimolos (druhý pád Kimolu) (řecky Κίμωλος) je řecký ostrov v souostroví Kyklady, který leží na západě Egejského moře 1 km severovýchodně od ostrova Milos. Spolu s blízkým ostrovem Polyaigos a dalšími třemi neobydlenými ostrůvky tvoří stejnojmennou obec. Ostrov Kimolos má rozlohu 36 km² a obec 53,251 km². Obec je součástí regionální jednotky Milos v kraji Jižní Egeis.

## Obyvatelstvo
V roce 2011 žilo v obci 910 obyvatel, z čehož připadalo 908 na hlavní ostrov Kimolos a 2 na Polyaigos. Hlavním a největším městem ostrova je město Kimolos, kde žije většina obyvatel. Celý ostrov tvoří jednu obec, která se nečlení na obecní jednotky a komunity a skládá se přímo z jednotlivých sídel, tj. měst a vesnic. V závorkách je uveden počet obyvatel jednotlivých sídel.
- obec, obecní jednotka a komunita Kimolos (910)
  - sídla na hlavním ostrově — Agios Nikolaos (2), Alyki (17), Fathi (19), Goupa-Kara (14), Kalamitsi (6), Kimolos (837), Prassa (13).
  - okolní ostrovy — Agios Georgios (0), Agios Eustatios (0), Polyaigos (2), Prasonisi (0).

## Geografie
Vlastní ostrov je přibližně kruhového tvaru. Má velmi nepravidelné pobřeží s mnoha malými chráněnými zátokami. Ostrov je hornatý. Jeho nejvyšší bod má nadmořskou výšku 364 m a jmenuje se Oros Paliokastro.